# Seabird (Band)
Seabird ist eine christliche Alternative-Rock-Band aus Independence, Kentucky.

## Geschichte
The Band entstand durch gemeinsames Musizieren von Aaron Morgan, Micah Landers und Aaron Hunt im Jahr 2004. Die Band holte bald Akkordeonspieler David Smith mit ins Boot. Nach knapp einem Jahr verließen Micah Landers und David Smith die Band bereits wieder, um anderen Interessen nachzugehen. Bald nachdem sich Chris Kubik der Band angeschlossen hatte, um Landers Platz als Bassist zu übernehmen fing Morgan an, anstatt des verlorenen Akkordeons auf zwei Keyboards zu spielen. Nachdem sich Morgans Bruder Ryan als Gitarrist der Band anschloss, nahm sie ihre Debüt-EP, Spread Your Broken Wings and Try, in den Räumlichkeiten eines der Bandmitglieder auf.
Diese EP wurde EMI empfohlen und nach einer persönlichen und musikalischen Vorstellung unterschrieb die Band dort 2005 einen Plattenvertrag. Bereits ein Jahr später wechselte die Band jedoch von EMI zu Credential Records. Von 2006 bis 2007 nahmen sie Songmaterial für ein erstes Studioalbum auf und veröffentlichten eine zweite EP mit dem Titel „Let Me Go On“ Mitte Dezember 2007. Diese zweite EP sollte als Vorgeschmack für ihr künftiges Studioalbum,  'Til We See the Shore, das am 24. Juni 2008 veröffentlicht wurde. Ihr zweites Album Rocks into Rivers erschien am 15. Dezember 2009. Nach einer längeren Pause folgte am 16. Juli 2013 ihr drittes Album Troubled Days.
Stilistisch gehört die Band in den Bereich des Alternative Rock. Ähnlich wie bei The Fray ist das Klavier prägendes Instrument, musikalische Ähnlichkeiten finden sich außerdem zu Bands wie Coldplay, Blur oder Counting Crows. Auf Rocks into Rivers kann man auch Anleihen an die frühere Band Supertramp heraushören, allerdings klingen ihre Songs im Vergleich zu diesen wesentlich rockiger. Nochmals eine deutliche Weiterentwicklung zeigte die Band auf Troubled Days. Die Gitarren, die zunehmend an Bands wie Franz Ferdinand erinnern, treten gegenüber dem Piano etwas mehr in den Vordergrund, das Songwriting wird noch ausgereifter, die Texte erwachsener.

## Diskografie

### Alben
- 2008:  'Til We See the Shore (Credential Recordings)
- 2009: Rocks into Rivers (Credential Recordings)
- 2013: Troubled Days (Bird Brothers Records)

### EPs
- 2005: Spread Your Broken Wings and Try
- 2007: Let Me Go On
- Purevolume.com Acoustic Sessions
- 2009: The Silent Night EP

### Kompilationen
- X 2009 – Rescue

### Singles
- Rescue
- Not Alone
- Don't You Know You're Beautiful

### Raritäten
- Live from the Vibe